# Сауе (миза)
Миза Сауе (ест. Saue mõis, нім. Friedrichshof) - миза у місті Сауе, в північній частині Естонії в повіті Гар'юмаа. Була відокремлена від Саусті в першій половині XVII ст. В той час вона називалася Мала Саусті (Klein-Sauss), звідки пішла і естонська назва місця.
Будівництво представницького панського будинку розпочалося в 1775 р., коли мизу придбав Фрідрих Герман фон Ферзен. Охрестивши мизу своїм іменем Фрідрихсгоф, від побудував в ній двоповерховий кам'яний будинок в стилі бароко. Проектував будинок, поставлений у 80-ті роки XVIII ст., можливо, губернський архітектор Іоган Шульц. Унікальності надає будинку багата ліпнина другого поверху, яка вкриває майже всі приміщення. В крайньому разі, частина ліпнини — робота чеського (богемського) майстра Карла Калубки.
Зазнаючи матеріальні труднощі, фон Ферзени в 90-х роках XVIII ст. продали мизу власнику Сакуської мизи Карлу Фрідриху Ребіндеру. Мизу, яка з 1852 р. належала фон Рукгешелям, була експропрійовано в 1919 р. у Вільгельма Штракельборна і подаровано одному з начальників Визвільної війни Йоханнесу Ерму. За радянських часів в колишній мизі містилася машино-тракторна станція, будинок пристарілих і лікарня.
З 90-х років XX ст. миза належить сім'ї Крийса, яка успішно відновила більшу частину цінної ліпнини і перетворила мизу на улюблене місце проведення урочистих заходів.

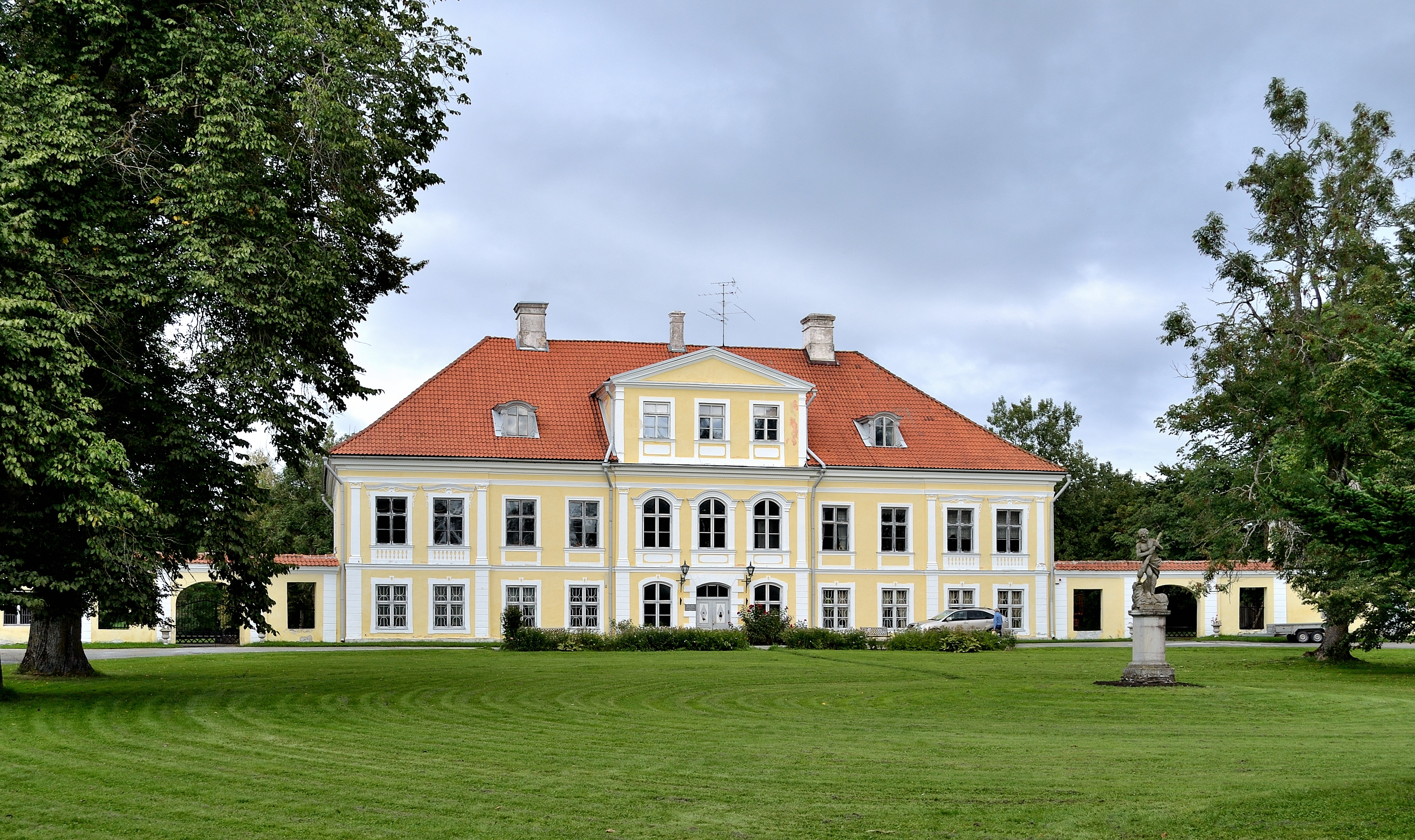
Миза Сауе
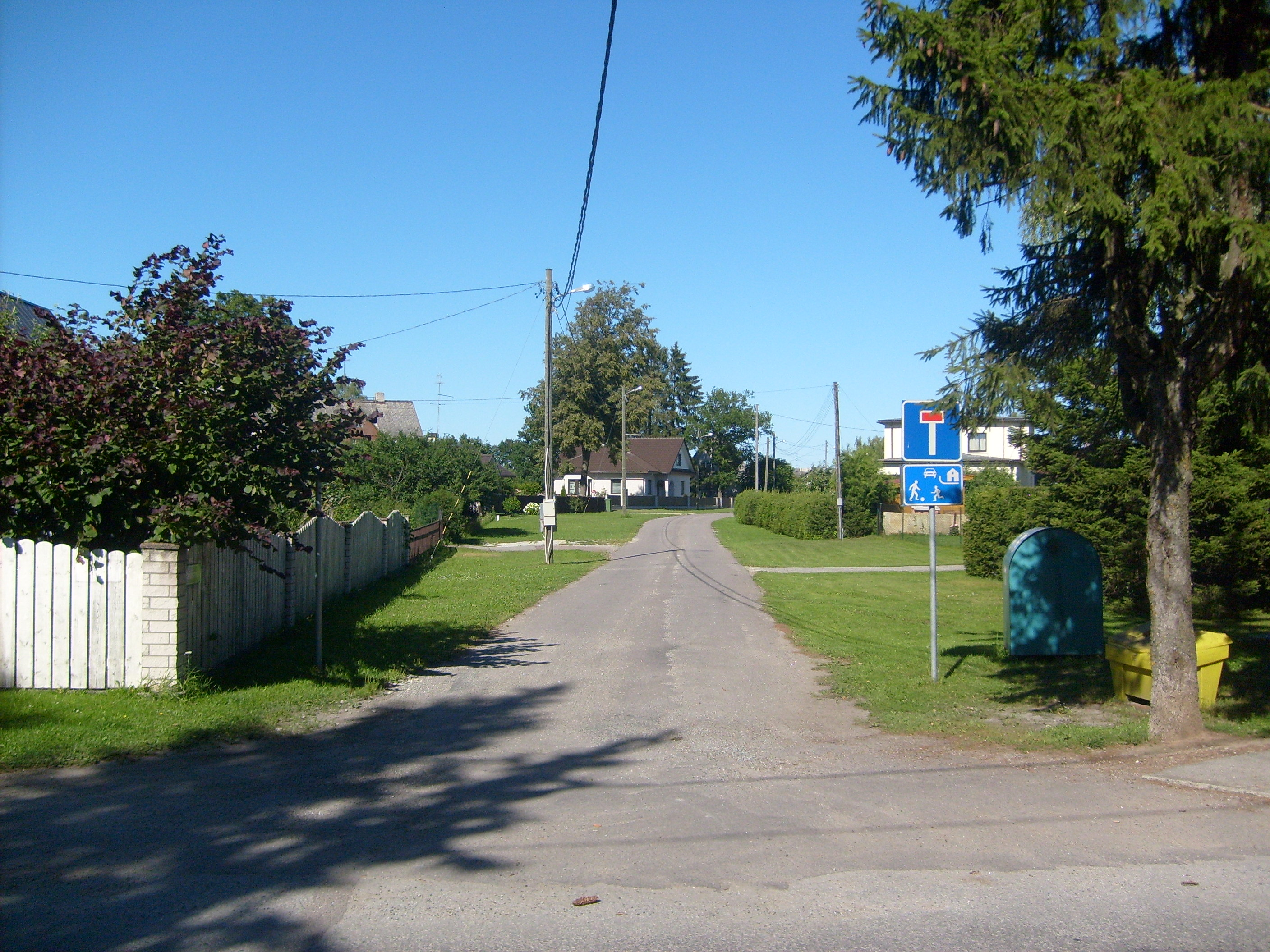
Вулиці Сауе
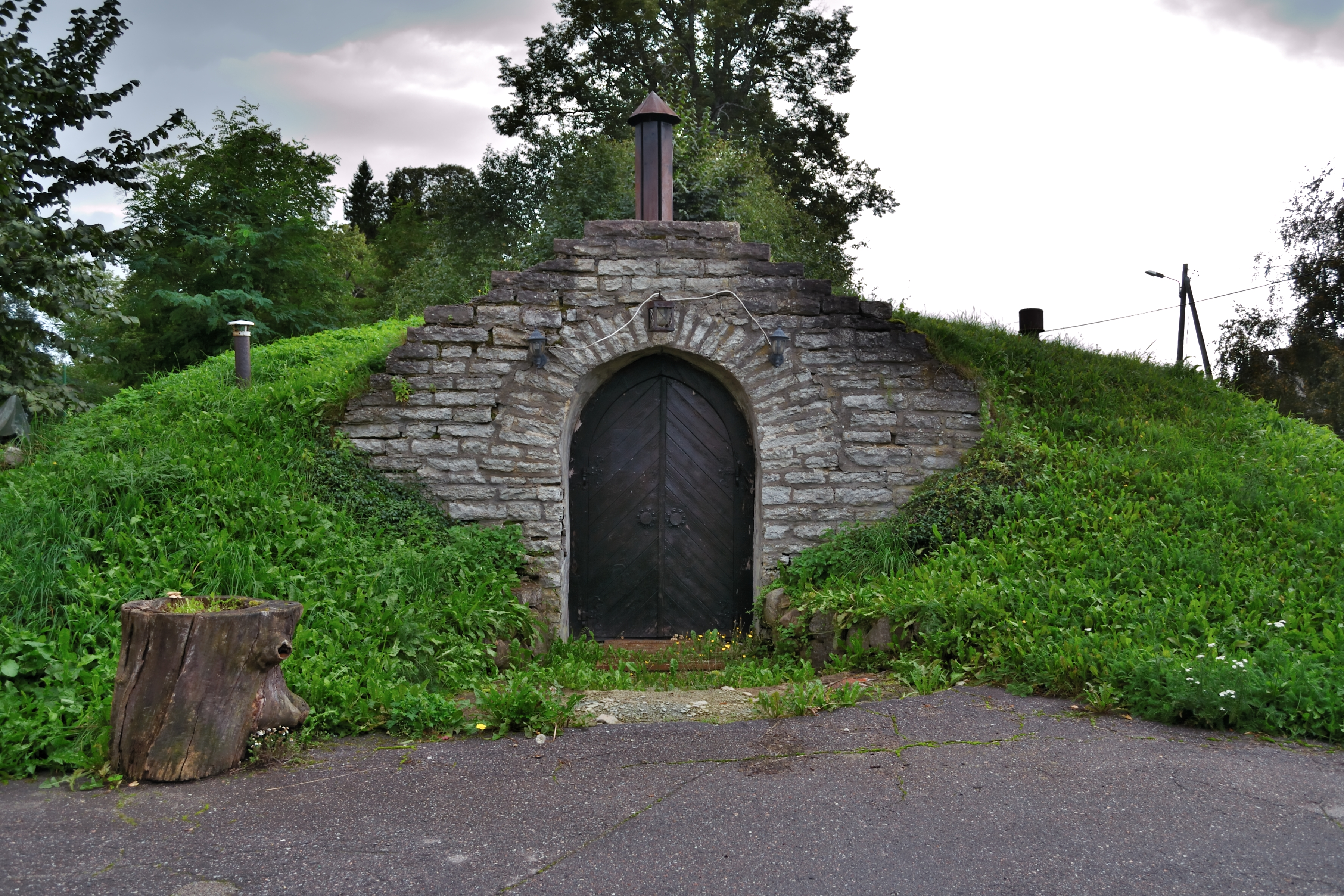
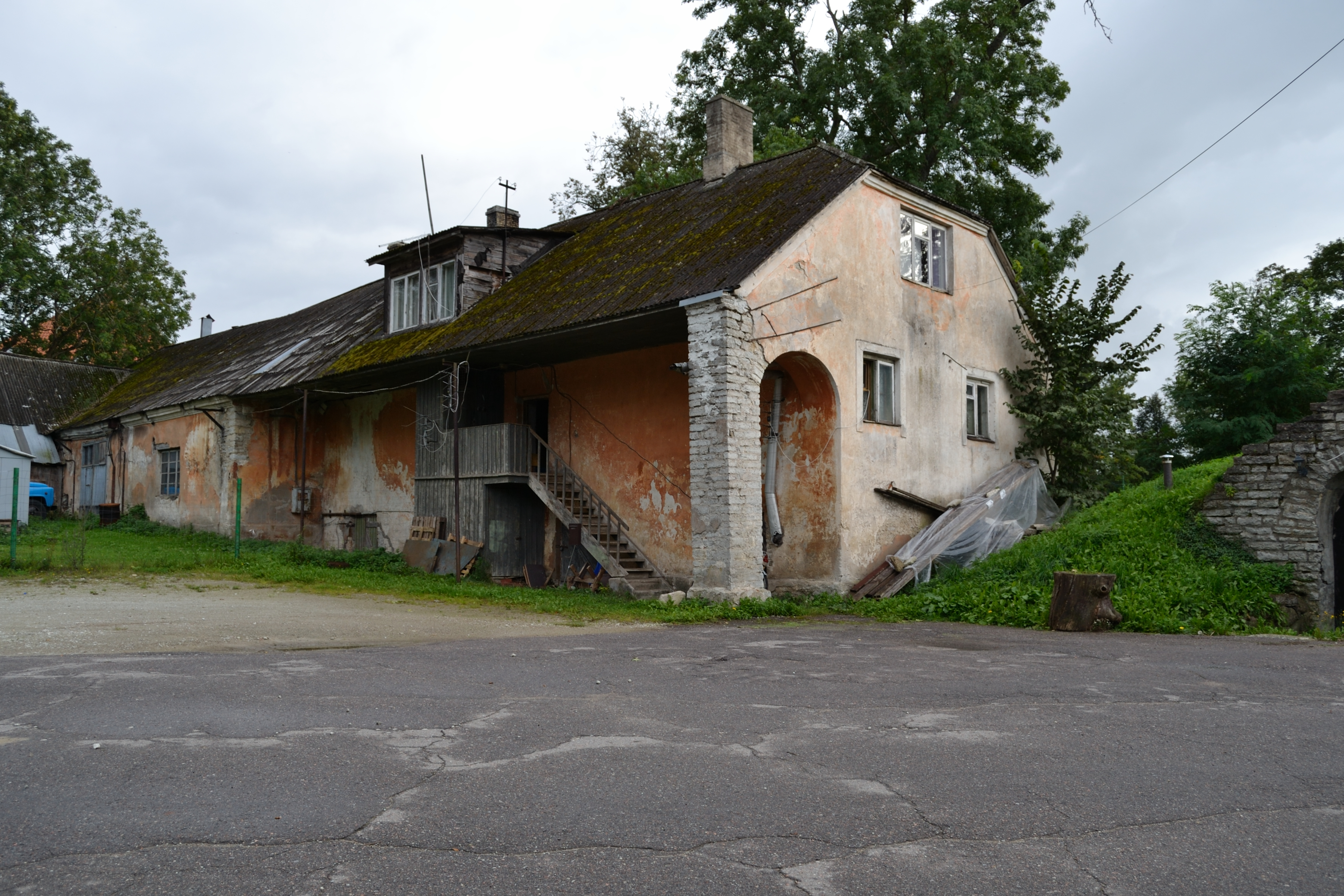
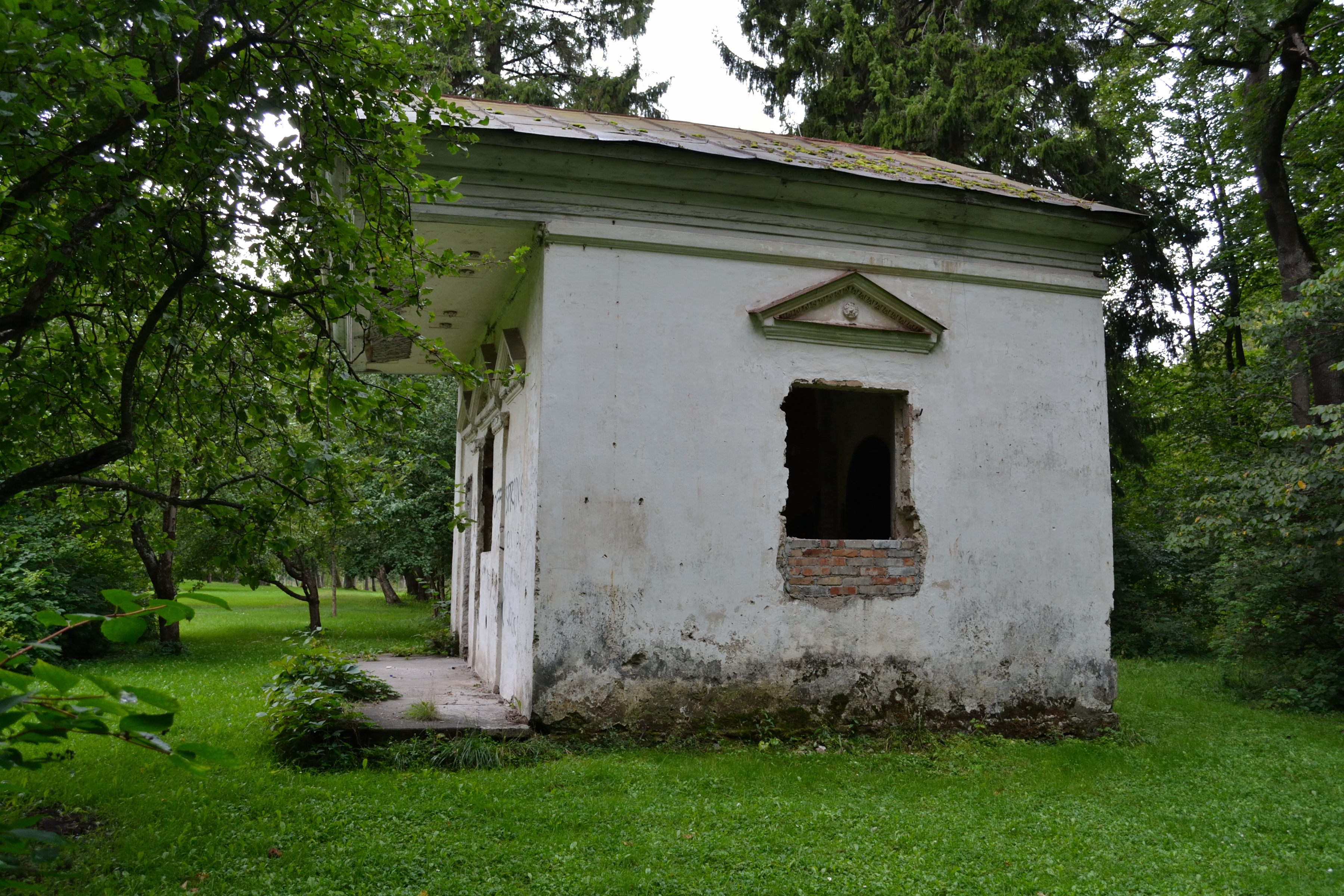
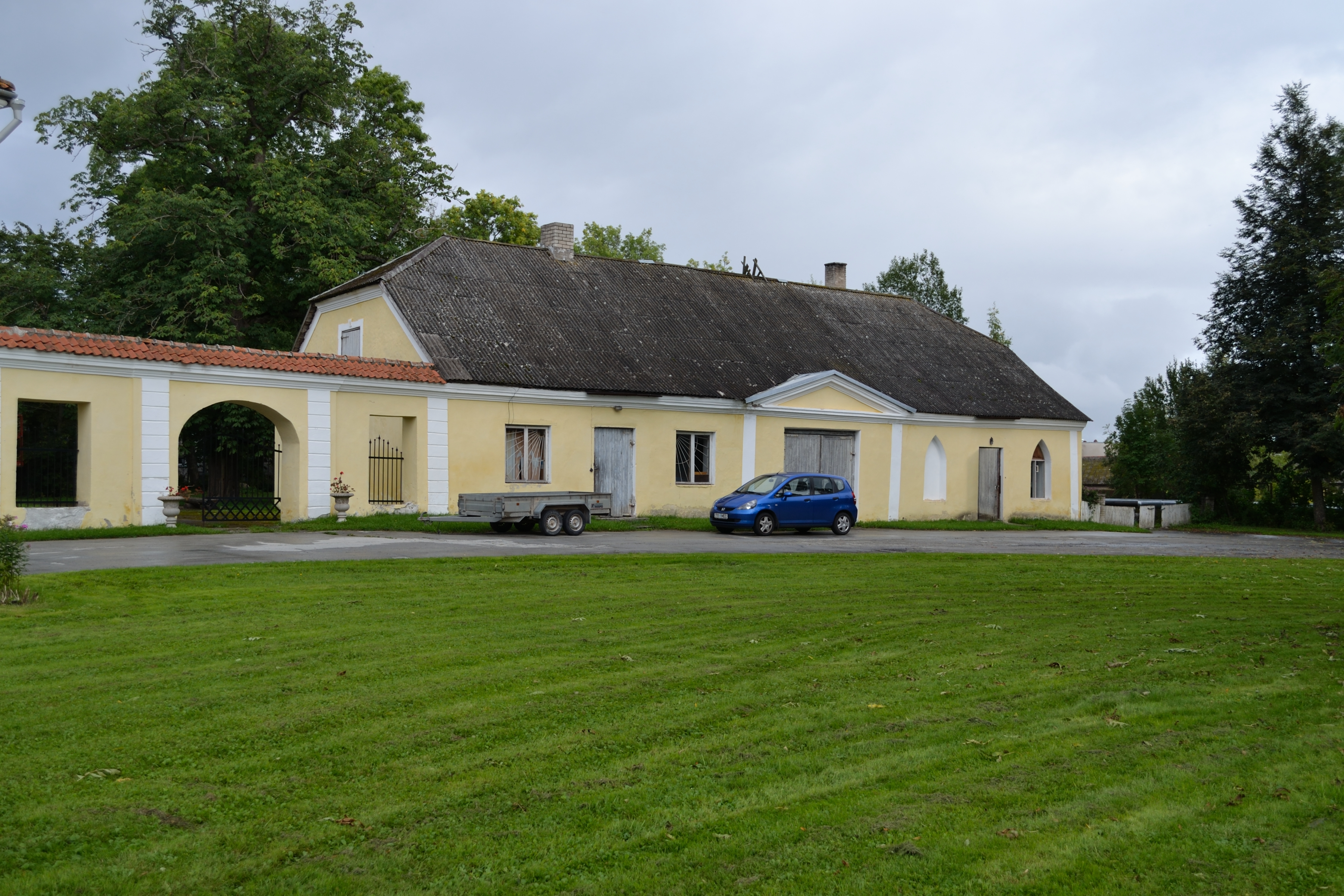
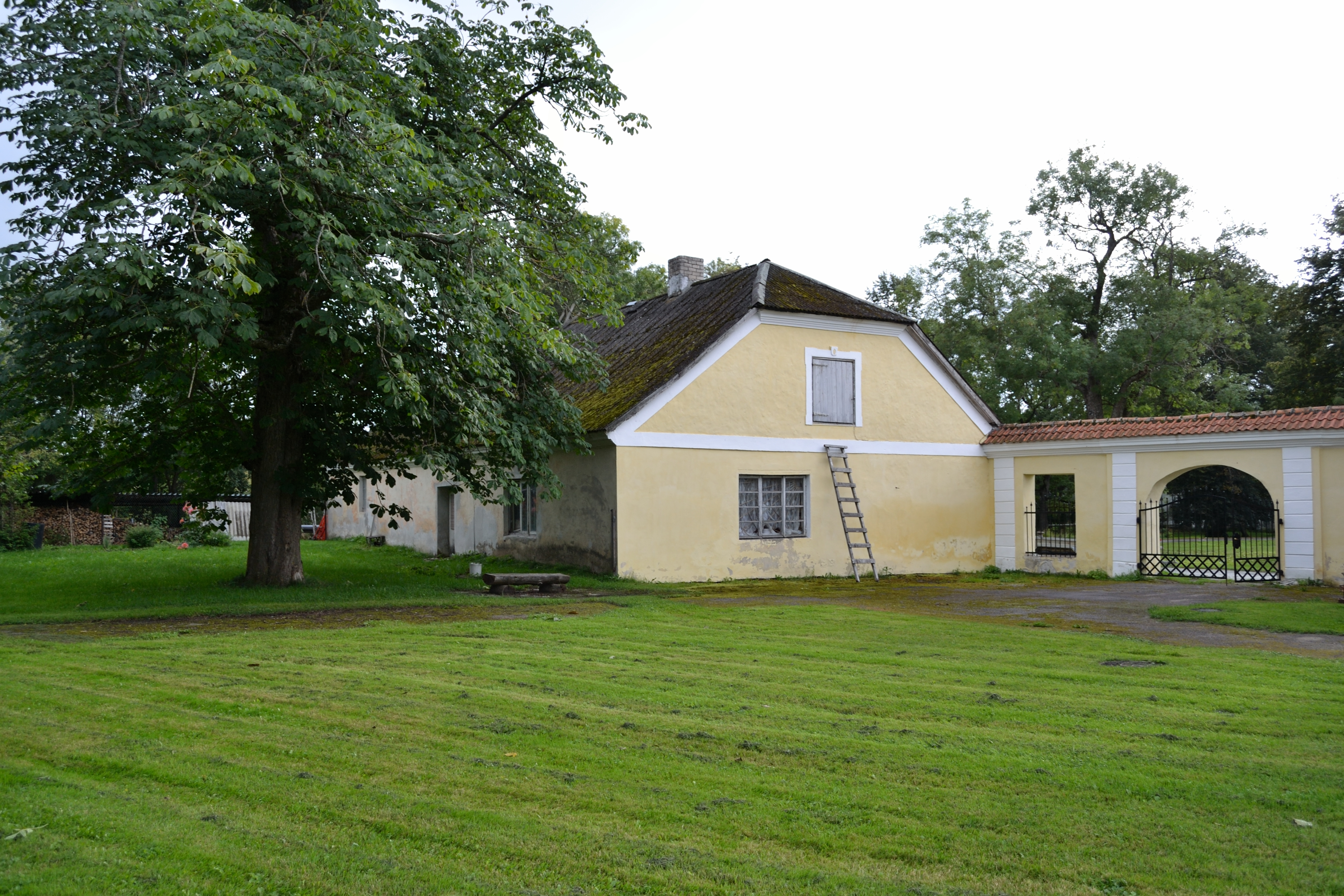
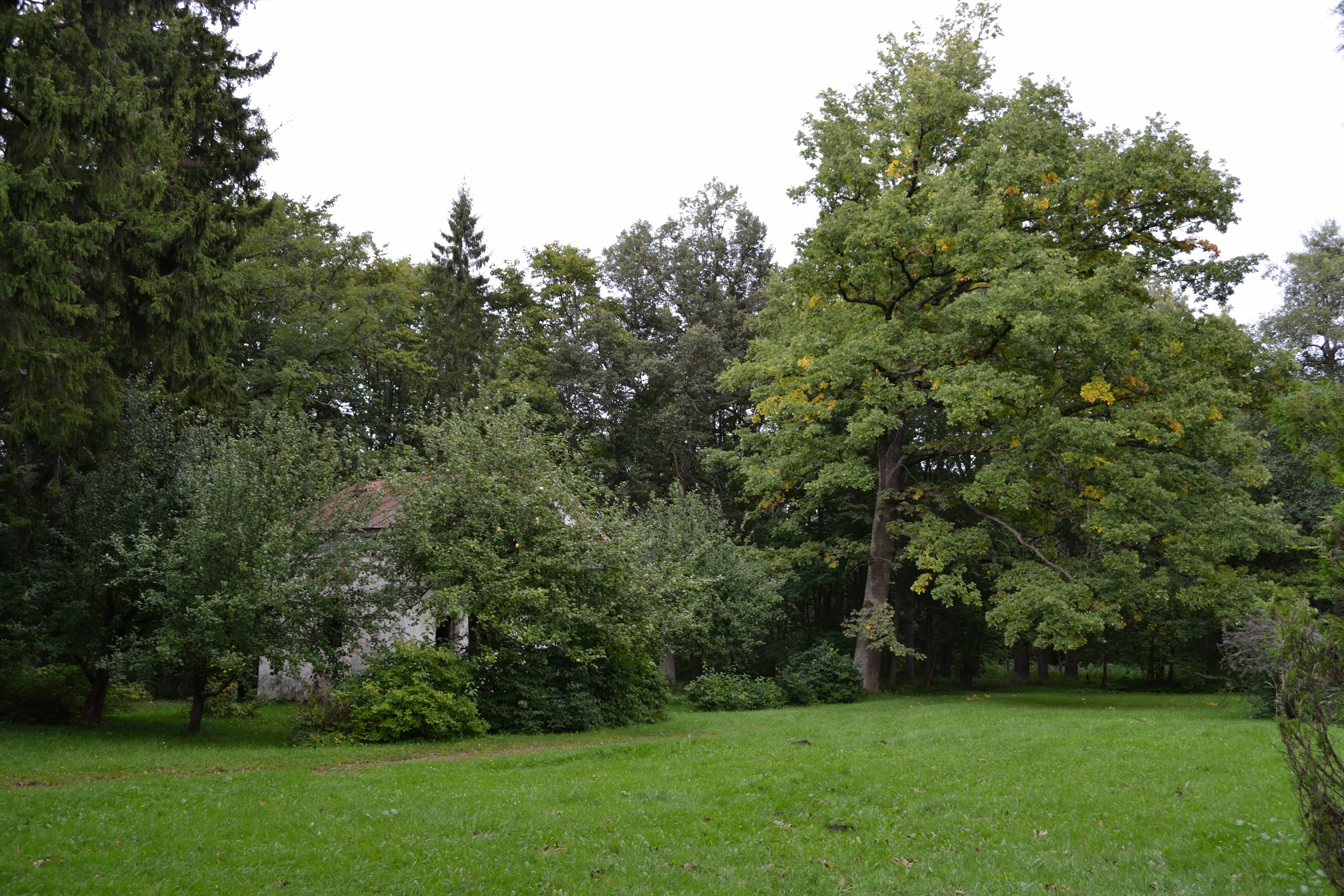
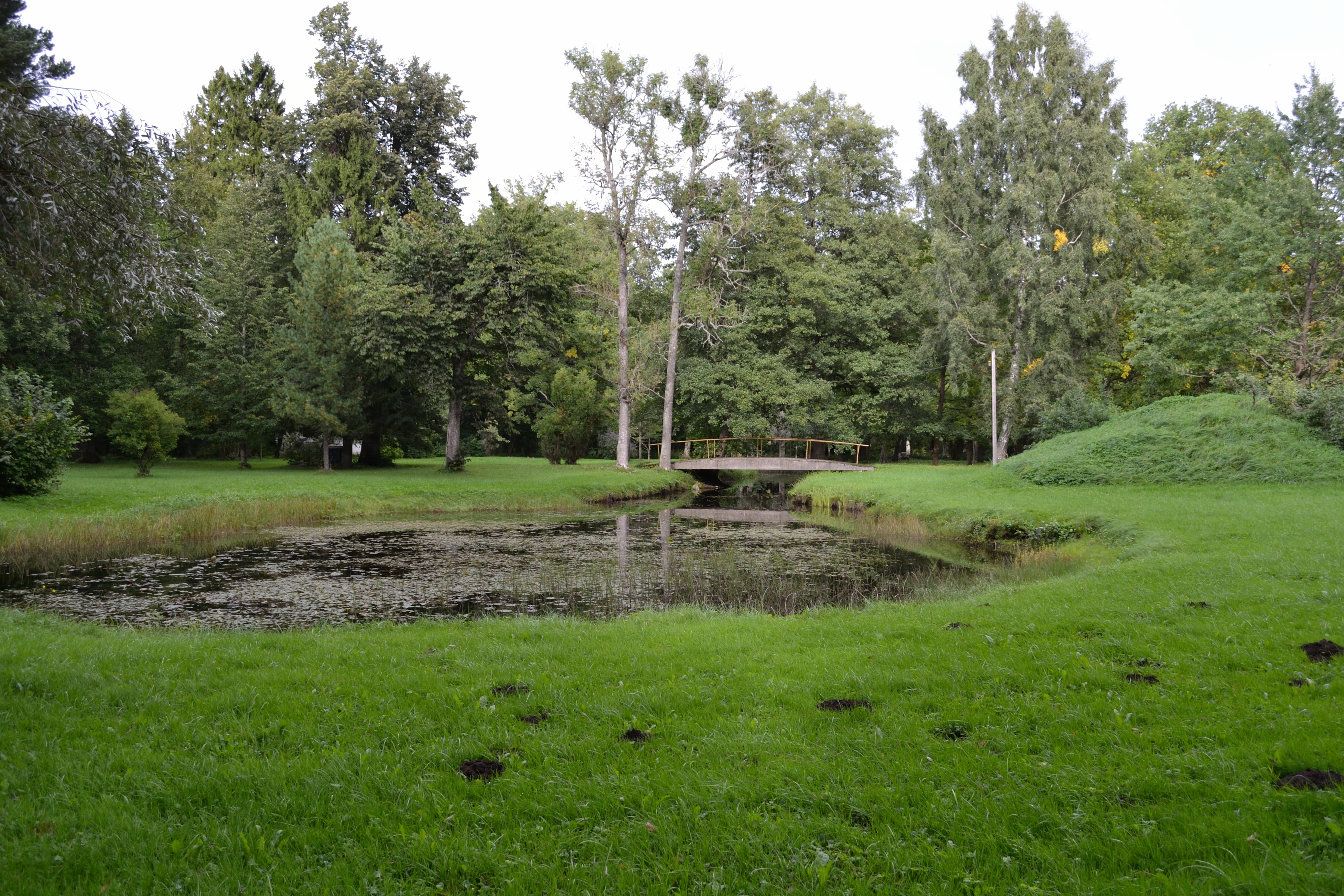
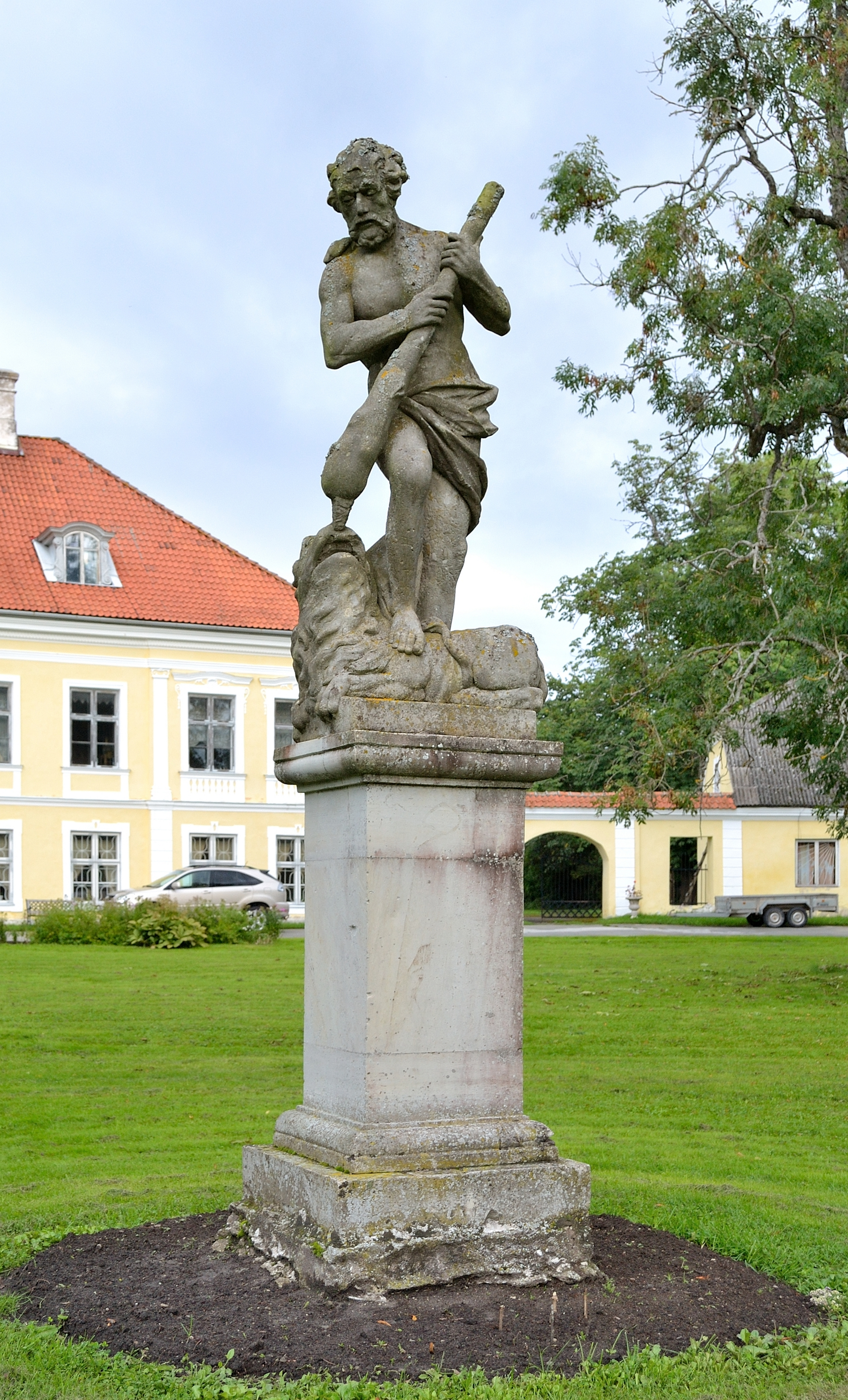
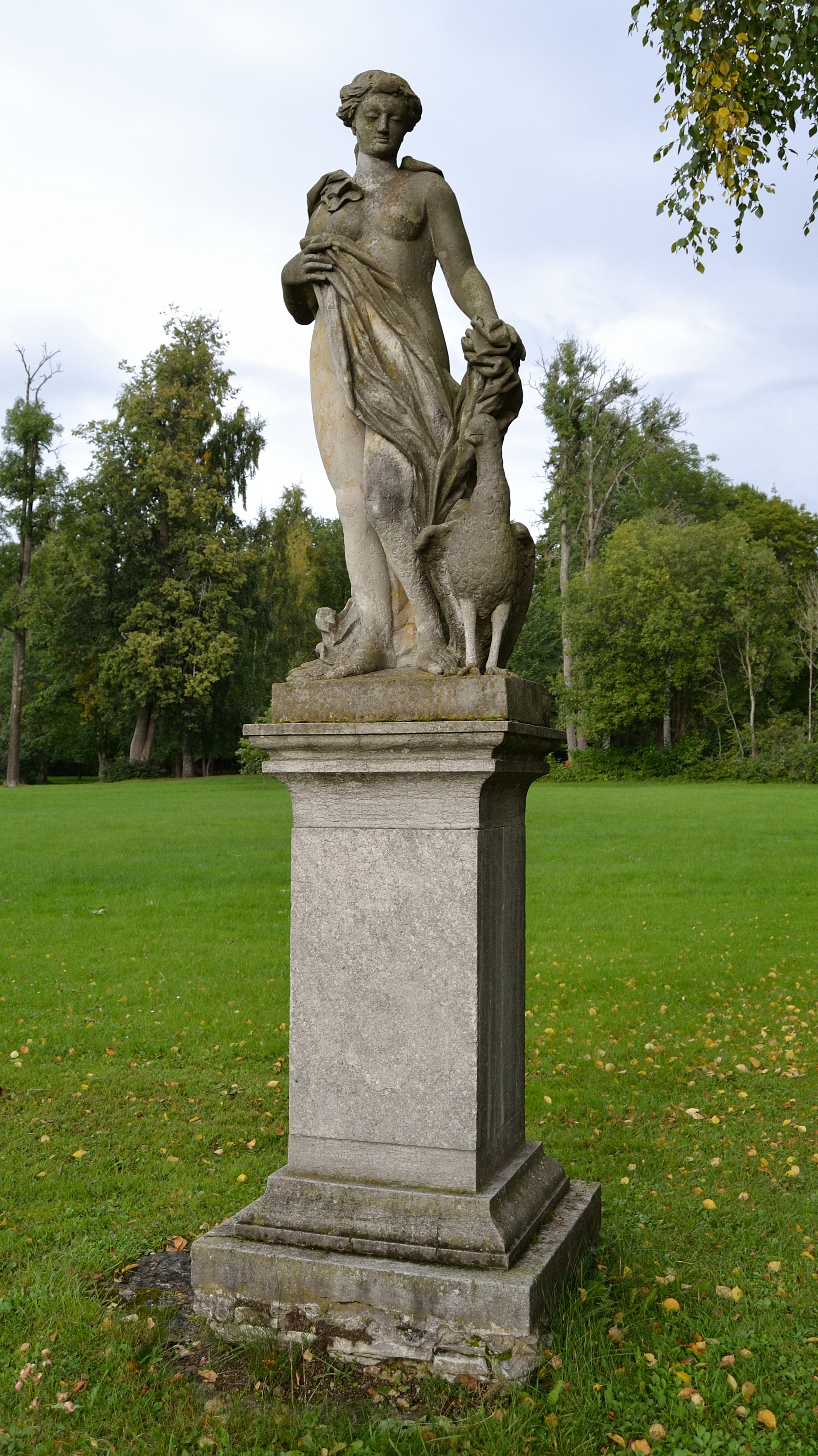